# راي كروكت
راي كروكت (بالإنجليزية: Ray Crockett)‏ هو لاعب كرة قدم أمريكية أمريكي، ولد في 5 يناير 1967 في دالاس في الولايات المتحدة.

## وصلات خارجية
- راي كروكت على موقع مرجع كرة القدم المحترفة.كوم (الإنجليزية)
- راي كروكت على موقع IMDb (الإنجليزية)